# 北海道北見商業高等学校
北海道北見商業高等学校（ほっかいどうきたみしょうぎょうこうとうがっこう、Hokkaido Kitami Commercial High school）は、北海道北見市にある公立（道立）の高等学校である。

## 沿革
- 1979年 - 開校